# Robert Swink
Robert E. Swink (généralement crédité Robert Swink) est un monteur américain — membre de l'ACE —, né le 3 juin 1918 à Rocky Ford (Colorado), mort le 15 août 2000 à Santa Maria (Californie).

## Biographie
Robert Swink débute comme monteur sur une série de courts métrages comiques sortis en 1943 et 1944, dont Hold Your Temper de Lloyd French (1943, avec Edgar Kennedy et Irene Ryan).
La même année 1944 sortent ses trois premiers longs métrages, dont Action in Arabia de Léonide Moguy (avec George Sanders et Virginia Bruce). Parmi ses autres films des années 1940, citons Tendresse (1948, avec Irene Dunne et Barbara Bel Geddes) de George Stevens, qu'il retrouvera pour monter Le Journal d'Anne Frank (1959, avec Millie Perkins et Joseph Schildkraut).
Le réalisateur qu'il croise le plus souvent est William Wyler, leur tandem se constituant pour onze films, depuis Histoire de détective (1951, avec Kirk Douglas et Eleanor Parker) jusqu'à On n'achète pas le silence (dernier réalisation de Wyler, 1970, avec Lee J. Cobb et Anthony Zerbe), en passant notamment par Vacances romaines (1953, avec Gregory Peck et Audrey Hepburn), La Loi du Seigneur (1956, avec Gary Cooper et Dorothy McGuire), La Rumeur (1961, avec Audrey Hepburn et Shirley MacLaine) et Funny Girl (1968, avec Barbra Streisand et Omar Sharif).
Suit Franklin J. Schaffner et une collaboration sur six films, dont Papillon (1973, avec Steve McQueen et Dustin Hoffman), Ces garçons qui venaient du Brésil (1978, avec Gregory Peck et Laurence Olivier) et Sphinx (1981, avec Lesley-Anne Down et Frank Langella).
Parmi les autres réalisateurs avec lesquels Robert Swink travaille, mentionnons Robert Wise (deux films, le premier étant Cour criminelle en 1946, avec Tom Conway et Martha O'Driscoll), Richard Fleischer (L'Énigme du Chicago Express en 1952, avec Charles McGraw et Marie Windsor) ou encore Stuart Millar (Une bible et un fusil en 1975, avec John Wayne et Katharine Hepburn).
Le dernier des soixante-cinq films américains (parfois en coproduction) qu'il monte est Welcome Home de Franklin J. Schaffner (avec Kris Kristofferson et JoBeth Williams), sorti en 1989.
Par ailleurs, Robert Swink est réalisateur de seconde équipe sur cinq productions, dont Les Grands Espaces (1958, avec Gregory Peck et Jean Simmons) et Comment voler un million de dollars (1966, avec Audrey Hepburn et Peter O'Toole), deux films de William Wyler dont il assure le montage, ainsi que Las Vegas, un couple de George Stevens (uniquement en seconde équipe, 1970, avec Elizabeth Taylor et Warren Beatty).
Signalons aussi sa participation, pour la télévision, à deux séries (1952-1956, comme monteur) et à un téléfilm (1971, comme réalisateur de seconde équipe).
Durant sa carrière, il obtient trois nominations à l'Oscar du meilleur montage, pour Vacances romaines, Funny Girl et Ces garçons qui venaient du Brésil précités, mais n'en gagne pas.

## Filmographie

### Cinéma (sélection)

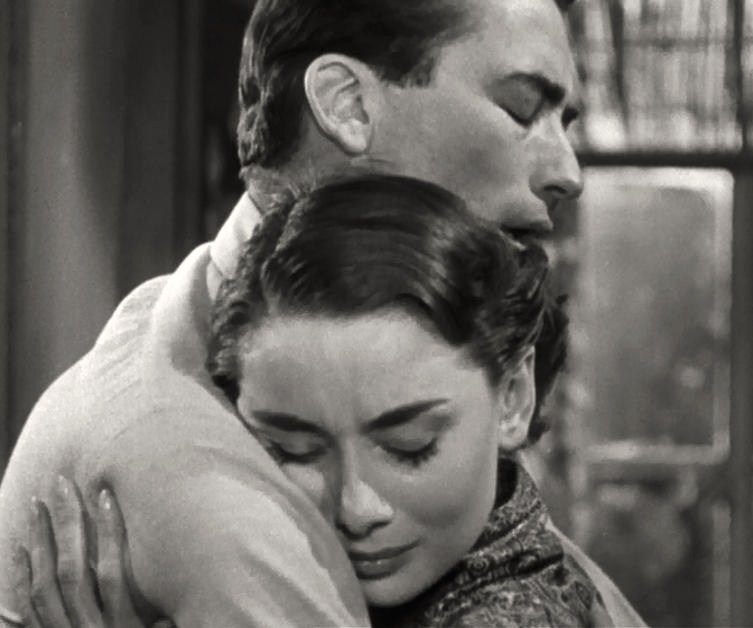
Vacances romaines (1953), avec Audrey Hepburn et Gregory Peck

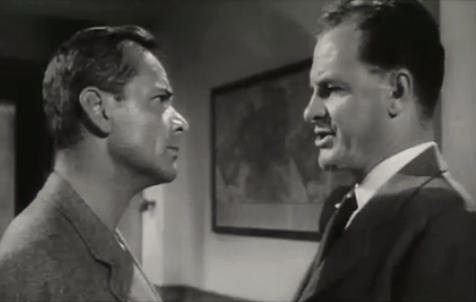
Mon père, cet étranger (1957), avec James Daly (à g.) et James Gregory

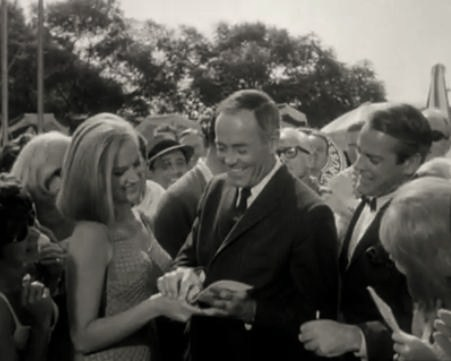
Que le meilleur l'emporte (1964), avec Henry Fonda (au centre) et Kevin McCarthy (à d.)

(comme monteur, sauf mention contraire ou complémentaire)
- 1943 : Hold Your Temper de Lloyd French (court métrage)
- 1944 : Action in Arabia de Léonide Moguy
- 1946 : Cour criminelle (Criminal Court) de Robert Wise
- 1947 : La Longue Nuit (The Long Night) de Anatole Litvak
- 1948 : Tendresse (I Remember Mama) de George Stevens
- 1949 : Adventure in Baltimore (en) de Richard Wallace
- 1950 : Mon cow-boy adoré (Never a Dull Moment) de George Marshall
- 1951 : Histoire de détective (Detective Story) de William Wyler
- 1951 : La Voleuse d'amour (The Company She Keeps) de John Cromwell
- 1952 : La Ville captive (The Captive City) de Robert Wise
- 1952 : Un amour désespéré (Carrie) de William Wyler
- 1952 : L'Énigme du Chicago Express (The Narrow Margin) de Richard Fleischer
- 1953 : Vacances romaines (Roman Holiday) de William Wyler
- 1954 : Témoin de ce meurtre (Witness to Murder) de Roy Rowland
- 1955 : La Maison des otages (The Desperate Hours) de William Wyler
- 1956 : La Loi du Seigneur (Friendly Persuasion) de William Wyler
- 1957 : Mon père, cet étranger (The Young Stranger) de John Frankenheimer
- 1958 : Les Grands Espaces (The Big Country) de William Wyler (+ réalisateur de seconde équipe)
- 1959 : Le Journal d'Anne Frank (The Diary of Anne Frank) de George Stevens
- 1961 : La Rumeur (The Children's Hour) de William Wyler
- 1961 : Les Blouses blanches (The Young Doctors) de Phil Karlson
- 1963 : L'Obsédé (The Collector) de William Wyler (+ réalisateur de seconde équipe)
- 1964 : Que le meilleur l'emporte (The Best Man) de Franklin J. Schaffner
- 1966 : Comment voler un million de dollars (How to Steel a Million) de William Wyler (+ réalisateur de seconde équipe)
- 1967 : Une sacrée fripouille (The Flim-Flam Man) d'Irvin Kershner
- 1968 : Funny Girl de William Wyler
- 1970 : Las Vegas, un couple (The Only Game in Town) de George Stevens (réalisateur de seconde équipe uniquement)
- 1970 : On n'achète pas le silence (The Liberation of L.B. Jones) de William Wyler (+ réalisateur de seconde équipe)
- 1972 : Les Cowboys (The Cowboys) de Mark Rydell
- 1972 : Alerte à la bombe (Skyjacked) de John Guillermin
- 1973 : Madame Bijoux (Lady Ice) de Tom Gries
- 1973 : Papillon de Franklin J. Schaffner
- 1974 : Les Démolisseurs (Three the Hard Way) de Gordon Parks Jr.
- 1975 : Une bible et un fusil (Rooster Cogburn) de Stuart Millar
- 1976 : La Bataille de Midway (Midway) de Jack Smight
- 1977 : L'Île des adieux (Islands in the Stream) de Franklin J. Schaffner
- 1978 : Sauvez le Neptune (Gray lady Down) de David Greene
- 1978 : Ces garçons qui venaient du Brésil (The Boys from Brazil) de Franklin J. Schaffner
- 1979 : Ne tirez pas sur le dentiste (The In-Laws) d'Arthur Hiller
- 1979 : Going in Style de Martin Brest
- 1981 : Sphinx de Franklin J. Schaffner
- 1989 : Welcome Home de Franklin J. Schaffner

### Télévision (intégrale)
- 1952 : Your Jeweler's Showcase, série, saison unique, épisode 2 Operation, E.S.P. de Leigh Jason, épisode 7 Tiger Bait de Leigh Jason, épisode 33 Weather Clear, Track Fast de Leigh Jason, et épisode 34 Worm in the Apple de Sheldon Leonard (monteur)
- 1956 : Sneak Preview, série, saison unique, épisode 2 Merry-Go-Round de Ted Post (monteur)
- 1971 : In Search of America (en), téléfilm de Paul Bogart (réalisateur de seconde équipe)

## Distinctions (sélection)
- Trois nominations à l'Oscar du meilleur montage :
  - En 1954, pour Vacances romaines ;
  - En 1969, pour Funny Girl ;
  - Et en 1979, pour Ces garçons qui venaient du Brésil.